# Stephanie Gossger
Stephanie Gossger (* 18. August 1975 in Ravensburg) ist eine deutsche Film- und Theaterschauspielerin.

## Leben
Seit ihrer Ausbildung zur Diplom-Schauspielerin an der Staatlichen Hochschule für Musik und Darstellende Kunst Stuttgart von 1995 bis 1999 tritt sie an verschiedenen deutschen Bühnen auf – unter anderem in München, Essen, Düsseldorf, Augsburg, Recklinghausen und Nürnberg. Einem breiteren Publikum bekannt wurde sie durch ihre Mitwirkung in verschiedenen Fernsehproduktionen. Für ihre Rolle der Greta Lissmann in dem Fernsehfilm Einer geht noch erhielt sie 2001 den Adolf-Grimme-Preis. Stephanie Gossger lebt in Berlin.

## Filmografie
- 1999: Einer geht noch; Regie: Vivian Naefe
- 2000: Bobby;
- 2000–2001: Nikola (Fernsehserie)
- 2001: Das Haus der Schwestern; Regie: Rolf von Sydow
- 2001: Der Morgen nach dem Tod; Regie: Sibylle Tafel
- 2002: Vier Küsse und eine E-Mail; Regie: Felix Dünnemann
- 2003: Tatort – Abgezockt
- 2003: Liebe süß-sauer: Die Verlobte aus Shanghai; Regie: Sibylle Tafel
- 2003: SK Kölsch – Familienbande
- 2003: Mr. &  Mrs. Right; Regie: Torsten C. Fischer
- 2004: Charlotte und ihre Männer; Regie: Dirk Kummer
- 2005: Die Abstauber; Regie: Tobi Baumann
- 2008: SOKO Leipzig – Im Schafspelz
- 2008: Griechische Küsse; Regie: Felix Dünnemann
- 2011: Notruf Hafenkante – Der Katzenkiller von Wandsbek
- 2014: Soko Wismar – Durchzug
- 2016: Der Usedom-Krimi: Nebelwand
- 2016: Soko Wismar – Der Hai auf dem Dach
- 2017: Nasty Woman (Kurzfilm); Regie: Klaus Salminen
- 2017: Praxis mit Meerblick – Brüder und Söhne
- 2018: Bedtime Storie for the Brave; Regie: Ipek Sertöz
- 2018: Die Kanzlei – Bumerang
- 2018: Praxis mit Meerblick – Auf zu neuen Ufern
- 2019: Frau Holles Garten
- 2019: Die Kanzlei – Feuer und Flamme
- 2019: Notruf Hafenkante – Die zauberhafte Adinda
- 2021: Die Kanzlei – Herzversagen
- 2022: Der Usedom-Krimi: Gute Nachrichten
- 2023: Die Kanzlei – Nackte Tatsachen;
- 2023: Homeplanet Mars (Kurzfilm); Regie: Ipek Sertöz

## Theaterrollen (Auswahl)
- 1998: verschiedene Rollen in Unter dem Milchwald von Dylan Thomas, Akademietheater München; Regie: Bettina Bruinier
- 1999: Sanja in Belgrader Trilogie von Biljana Srbljanovic, Grillo-Theater Essen; Regie: Jürgen Bosse
- 2000: Valerie von Ludus-Danielis in Arbeit Macht Reich, Forum Freies Theater Düsseldorf; Regie: Volker Lösch
- 2000: Mariedl in Die Präsidentinnen von Werner Schwab, Theater Augsburg; Regie: Tobias Lenel
- 2000: Marie in Woyzeck von Georg Büchner, Theater Augsburg; Regie: Holger Schultze
- 2001: Junge Frau in Messer in Hennen von David Harrower, Theater Augsburg; Regie: Mark Sonnleithner
- 2001: Gretchen in Mein Kampf von George Tabori, Theater Augsburg; Regie: Andreas Nathusius
- 2001: Anita in Tätowierung von Dea Loher, Theater Augsburg; Regie: Petra Dannenhöfer
- 2002: Smeraldina in Der Diener zweier Herren von Carlo Goldoni, Theater Augsburg; Regie: Johanna Schall
- 2002: Prinzessin von Eboli in Don Carlos von Friedrich von Schiller, Theater Augsburg; Regie: Antje Lenkeit
- 2003: Charis in Amphitryon von Heinrich von Kleist, Theater Augsburg; Regie: Axel Stöcker
- 2003: Jane in Ausser Kontrolle von Ray Cooney, Theater Augsburg; Regie: Gero Wachholz
- 2004: Evelyn in Das Maß der Dinge von Neil LaBute, Theater Augsburg; Regie: Christian Schäfer
- 2004: Doris in Das kunstseidene Mädchen von Irmgard Keun, Theater Augsburg; Regie: Frank Siebenschuh
- 2004: Angelique in Der eingebildete Kranke von Moliere, Theater Augsburg; Regie: Ulrich Peters
- 2005: Frigitte in Hysterikon von Ingrid Lausund, Theater Augsburg; Regie: Britta Schreiber
- 2005: Lady Milford in Kabale und Liebe von Friedrich von Schiller, Theater Augsburg; Regie: Roland Hüve
- 2005: Franziska in Minna von Barnhelm von Gotthold Ephraim Lessing, Ruhrfestspiele Recklinghausen; Regie: Frank Hoffmann
- 2006: Mascha in Drei Schwestern von Anton Tschechow, Theater Augsburg; Regie: Roland Hüve
- 2006: Mette in Das Fest von Thomas Vinterberg/Mogens Rukov nach dem gleichnamigen Film, Theater Augsburg; Regie: Andreas Nathusius
- 2007: Lucile in Dantons Tod von Georg Büchner, Theater Augsburg; Regie: Roland Hüve
- 2007: Rebecca in Auf dem Land von Martin Crimp, Theater Augsburg; Regie: Frank Siebenschuh
- 2009: Seni in Wallenstein von Friedrich von Schiller, Theater Heidelberg; Regie: Martin Nimz
- 2015: Queenie in Das wilde Fest von Joseph Moncure March, Zimmertheater Tübingen; Regie: Frank Siebenschuh[2]
- 2016: SIE in Gift. Eine Ehegeschichte von Lot Vekemans, Zimmertheater Tübingen; Regie: Frank Siebenschuh[3]
- 2018: Merteuil in Quartett von Heiner Müller, Theater Duisburg; Regie: Frank Siebenschuh[4]
- 2019: Julias Amme in Romeo und Julia von William Shakespeare, Theater Duisburg; Regie: Kevin Barz[5]
- 2020: Sprecher in Antigone von Jean Anouilh, Theater Duisburg; Regie: Kathrin Sievers
- 2020–2022: Frau Margot in Ich bin wie ihr, ich liebe Äpfel von Theresia Walser, Mainfranken Theater; Regie: Kevin Barz[6]
- 2024: Alice in Totentanz von August Strindberg, Gostner Hoftheater Nürnberg; Regie: Frank Siebenschuh[7]

## Auszeichnungen
- 2001 – Adolf-Grimme-Preis in der Kategorie Fiktion & Unterhaltung für Einer geht noch, gemeinsam mit Christian Jeltsch (Autor) und Vivian Naefe (Regie)